# Burey-la-Côte
Burey-la-Côte è un comune francese di 78 abitanti situato nel dipartimento della Mosa nella regione del Grand Est.

## Società

### Evoluzione demografica
Abitanti censiti
- (FR) Chateau.over-blog.net, su chateau.over-blog.net.